# Vaccinium tentaculatum
Vaccinium tentaculatum är en ljungväxtart som beskrevs av J. J.Smith. Vaccinium tentaculatum ingår i Blåbärssläktet, och familjen ljungväxter. Inga underarter finns listade i Catalogue of Life.